# Lagonda 4.5-Litre
La Lagonda 4.5-Litre è un'automobile prodotta dalla casa automobilistica britannica Lagonda dal 1933 al 1939 in 851 esemplari. Venne sostituita dalla Lagonda V12. È stata prodotta in versione berlina quattro porte e turismo due porte, con la prima che era a quattro posti e la turismo che era una 2+2. Nella gamma erano anche presenti una coupé due porte e due posti e una cabriolet due porte e due posti.

## Storia

### M45

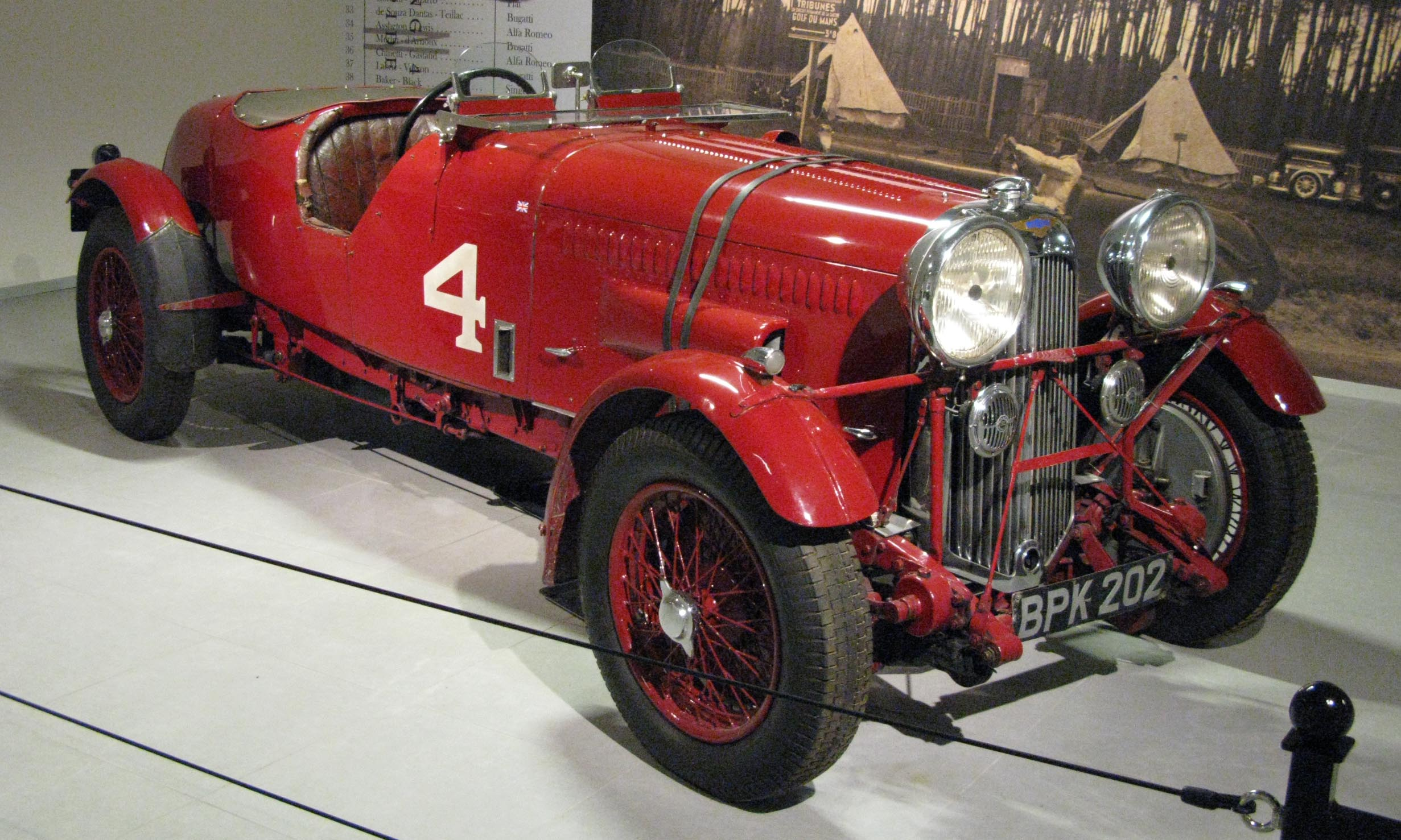
La Lagonda M45R Rapide che vinse la 24 Ore di Le Mans del 1935

Nel settembre del 1933 la Lagonda presentò la prima versione della 4.5-Litre, suo modello di punta, nella versione M45. La M45, e tutte le versioni che seguirono, montavano un motore era realizzato dall'azienda specialistica Meadows a sei cilindri da 4.467 cm³ di cilindrata con distribuzione a valvole in testa.
Il telaio della M45 era molto semplice, con assali rigidi, sospensioni rigide e freni meccanici, mentre la trazione era posteriore. Il motore era realizzato dall'azienda specialistica Meadows. Il cambio era manuale a quattro rapporti. Nel 1934 fu aggiunto alla gamma il modello sportivo M45R Rapide, che aveva un motore leggermente modificato per consentire una maggiore brillantezza di guida e che possedeva linee più semplici e leggere.

La 4.5-Litre non fu un modello pensato per le corse, ma adatto alla guida veloce su strada. Suoi esemplari modificati parteciparono a diverse gare automobilistiche nel Regno Unito. Nel 1935 una 4.5-Litre vinse la 24 Ore di Le Mans con Johnny Hindmarsh e Luis Fontés, che guidarono una versione M45R Rapide.

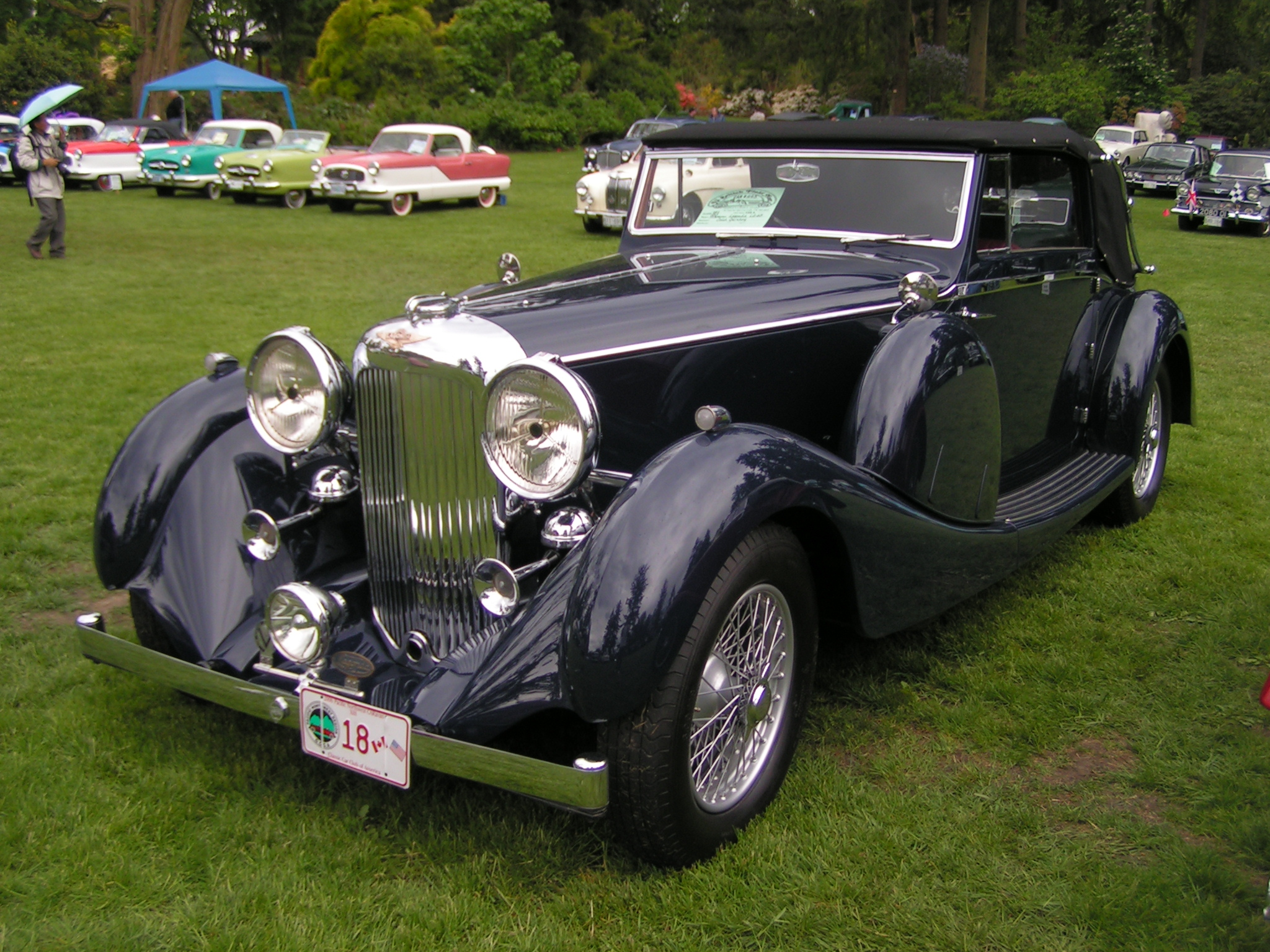
Una Lagonda LG45 del 1936

### LG45

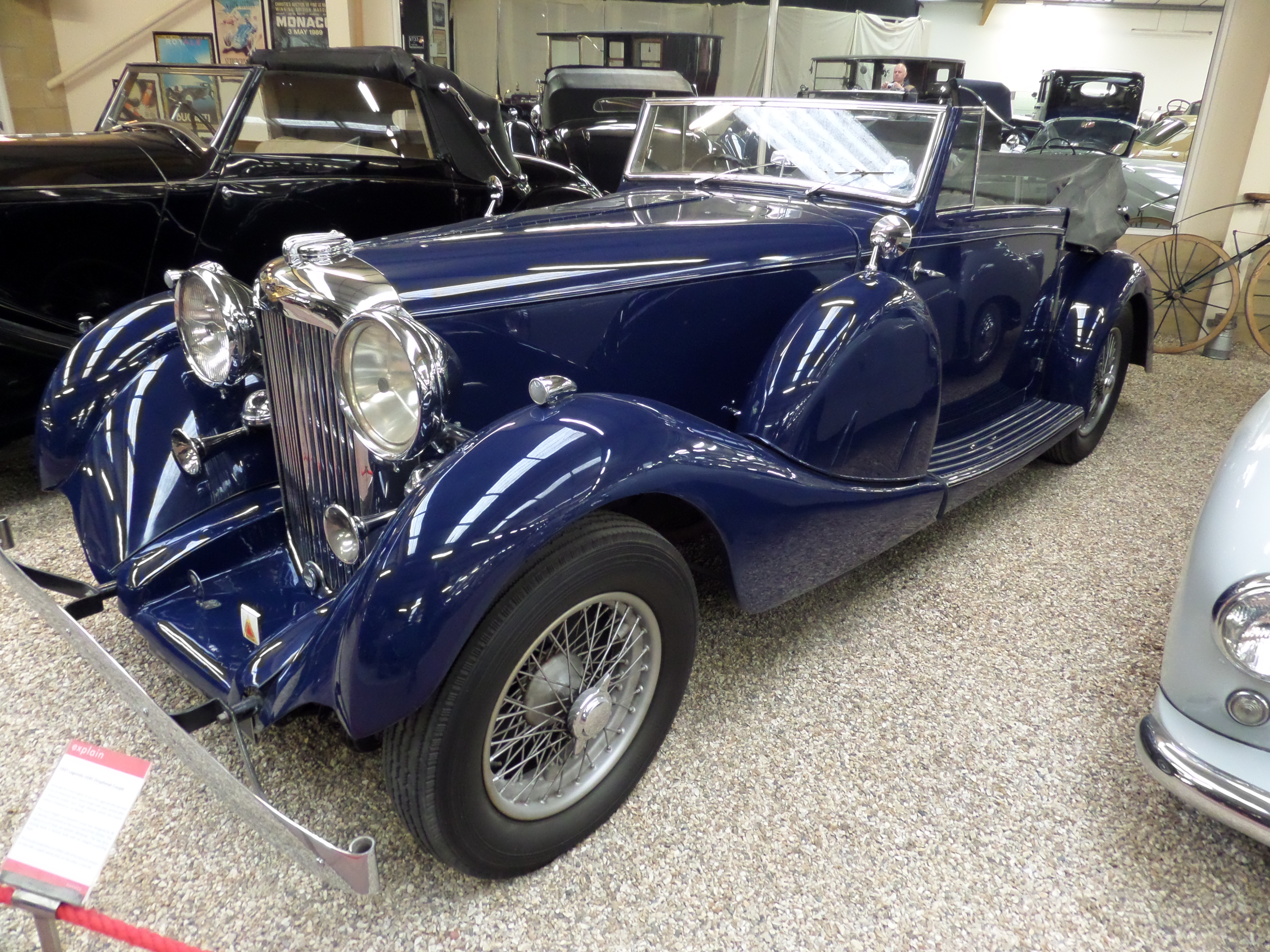
Una Lagonda LG6 del 1937

A metà degli anni trenta la Lagonda fu acquistata da Alan Good. Uno dei suoi primi provvedimenti fu quello di assumere Walter Owen Bentley, da poco svincolatosi dalla Rolls-Royce, come ingegnere capo. Il primo compito che fu affidato a Bentley fu quello di modernizzare la 4.5-Litre. Nell'autunno del 1935 fu presentata la sua nuova versione, a cui fu dato il nome di LG45. Modificando il motore e le sospensioni, Bentley ottenne un modello significativamente più confortevole che potesse adattarsi meglio alla concorrenza. Anche per la LG45 venne prevista la versione sportiva, a cui fu dato il nome di Rapide.

### LG6
Nell'autunno del 1937 fu presentata la versione LG6. Il modello fu dotato di un telaio completamente nuovo, con sospensioni indipendenti, barre di torsione e freni idraulici. La produzione fu limitata e non ne fu prevista la versione sportiva.

## Motori
| Modello | Motore                                          | Cilindrata | Potenza | Alimentazione      |
| ------- | ----------------------------------------------- | ---------- | ------- | ------------------ |
| Normale | Motore in linea a 6 cilindri a valvole in testa | 4467 cm³   | 130 CV  | Doppio carburatore |
| Rapide  | Motore in linea a 6 cilindri a valvole in testa | 4467 cm³   | 150 CV  | Doppio carburatore |

## Produzione
| Modello      | Motore               |
| ------------ | -------------------- |
| Lagonda M45  | 410 + 53 M45R Rapide |
| Lagonda LG45 | 278 + 25 Rapide      |
| Lagonda LG6  | 85                   |
| Totale       | 851                  |